# Radiofabrik

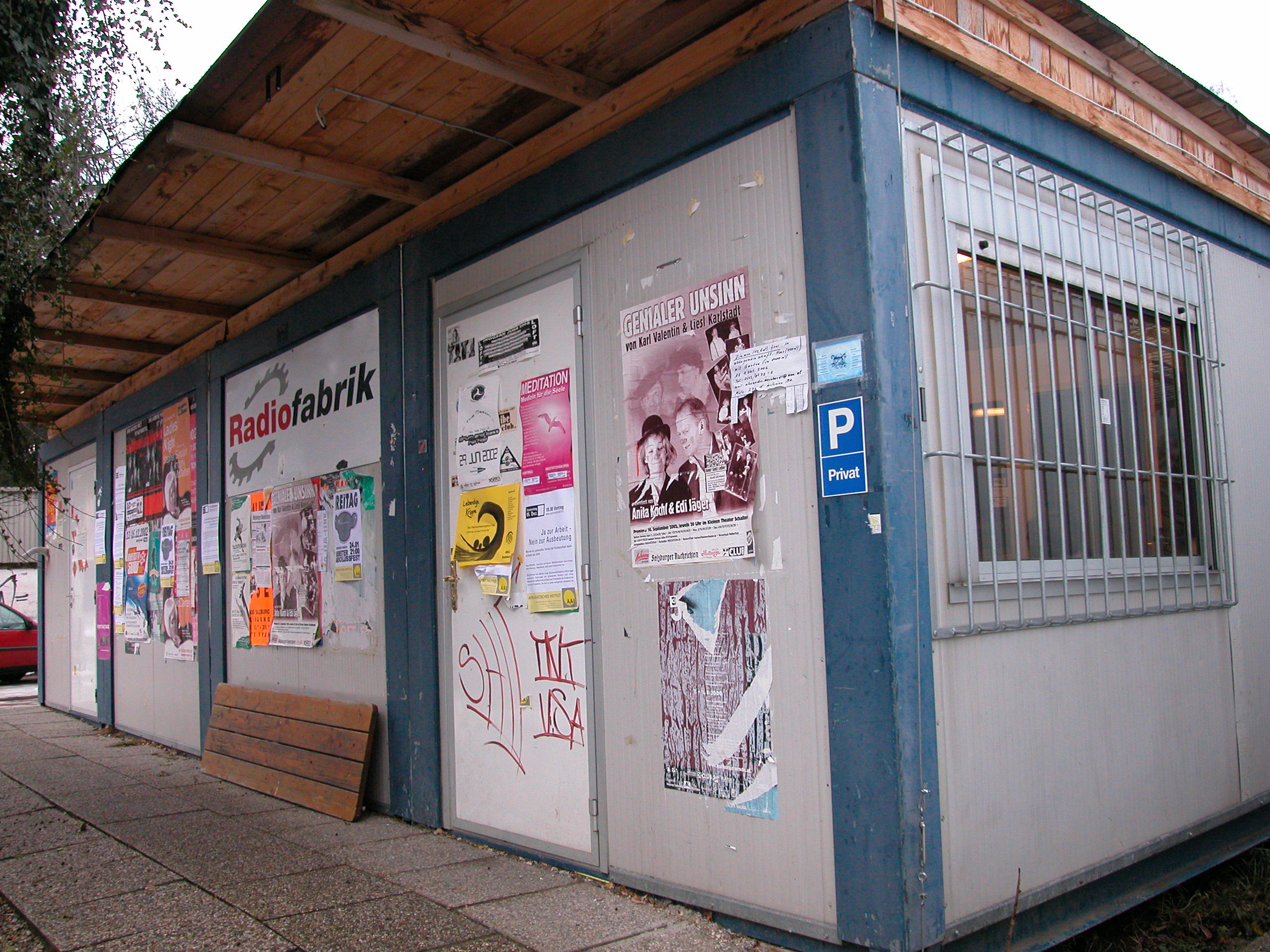
L'estudi en un contenidor de Radiofabrik fins a 2005

Radiofabrik és la ràdio comunitària de Salzburg (Àustria). És una estació de ràdio independent, no comercial i sense finalitats de lucre a Salzburg, Àustria.
Alguns dels fundadors de Radiofabrik (per exemple, Wolfgang Hirner, que més tard es va convertir en el CEO de Radiofabrik) van començar a emetre en una estació de ràdio il·legal ja en 1992, quan el monopoli estatal de la radiodifusió encara estava en vigor. La ràdio pirata es deia «Ràdio Bongo 500».
El 2011, KommAustria va allargar la llicència d'emissió de les estacions durant 10 anys més (fins a l'any 2021). Un altre soci és la revista nord-americana Democracy Now.